# Чуча-3
«Чуча-3» — кукольный мультипликационный фильм снятый на киностудии «Стайер» в 2004 году. Является третьим и заключительным мультфильмом про Мальчика и его подругу-няню Чучу.

## Сюжет
История Мальчика и его няни Чучи, разыгранная на музыку Ж. Бизе — Р. Щедрина «Кармен-сюита». В их жизни появляется третий персонаж, щенок, что вызывает безумную ревность Мальчика. Но в конечном итоге всех примиряет любовь…

## Создатели
- Режиссёр, Автор сценария, Продюсер — Гарри Бардин
- Художник-постановщик — А. Мелик-Саркисян
- Операторы — А. Двигубский, И. Скидан-Босин
- Ассистент оператора — И.Ремизов
- Мультипликаторы — Ирина Собинова-Кассиль, Л. Маятникова, Н. Тимофеева (Федосова)
- Художник — В. Маслов
- Ассистент художника — В. Корябкин
- Техническое обеспечение — А.Фадеев
- Звукорежиссёр-постановщик — Е.Русинова
- Звукорежиссёр-консультант — В.Виноградов
- Режиссёр перезаписи — В. Кузнецов
- Монтажёр — Ирина Собинова-Кассиль
- Цветоустановка — С.Анисимова
- Директор картины — Н. Донатова
- Монтажёр звука — О.Баринова
- Роли озвучивали — Константин Райкин — Чуча, Полина Райкина — Мальчик, Гарри Бардин — Корова
- Музыка — Ж. Бизе — Р. Щедрина «Кармен-сюита».

## Музыка
В мультфильме звучит «Кармен-сюита» Жоржа Бизе и Родиона Щедрина, в аранжировке Московского Виртуозного Камерного оркестра (дирижёр — Владимир Спиваков) из альбома «Виртуозы Москвы».

## Награды
- 2005 — «НИКА»
- 2005 — XV интернациональный фестиваль детских фильмов г. Каир, Египет. Гран-При «Золотой Каир» за лучший анимационный фильм
- 2005 — Диплом XIII Всероссийского кинофестиваля «Виват кино России!»
- 2005 — Приз «За творческий вклад в российский кинематограф». Санкт-Петербург
- VI Международный кинофестиваль «Сказка». Главный приз «Хрустальный ключ» в номинации «Самый мудрый фильм»
- Награждение золотым почетным знаком «Общественное признание».
- Международный кинофестиваль фильмов для детей «Карусель». Главный приз за анимацию. Канада, Римуски
- Международный фестиваль фильмов для детей. Главный приз взрослого жюри. Главный приз детского жюри. Германия, Франкфурт
- Международный фестиваль телевизионных программ для детей и юношества. Главный приз за анимацию. Словакия, Братислава